# Rema 1000
Rema 1000 är en norsk matvarukedja ägd Reitangruppen. Företaget startades av Odd Reitan 1979 med en butik i Bromstad i Trondheim. Butiken hade tyska ALDI som förebild. Ordet Rema står for Reitan Mat.
Rema 1000 drivs huvudsakligen som franchising.
I dag har Rema 1000 verksamhet i Norge, Danmark och Slovakien samt REMA Bensin i Norge. Kedjan har ca 1 900 försäljningsställen. 1991 fanns en Rema 1000-butik i Högdalen i södra Stockholm.
I mars 2008 tog Rema 1000 över alla Lidls 50 butiker i Norge.

## Rema 1000 i Sverige

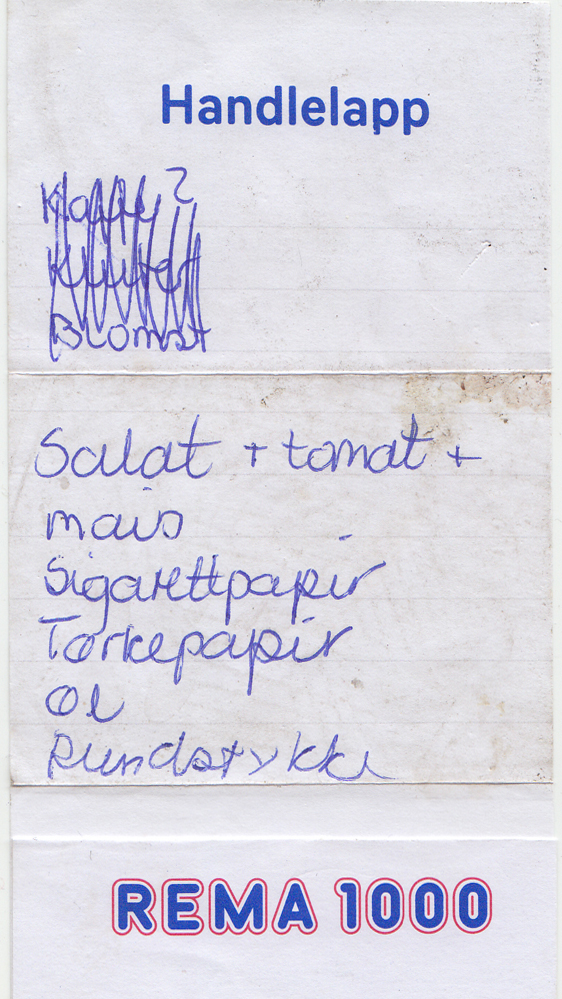
Inköpslista från Rema 1000.

I mars 1991 meddelades det att Rema 1000 och D-gruppen kommit överens om att lansera kedjan tillsammans i Sverige. D-gruppen etablerade det helägda dotterbolaget D-gruppen Minipris AB för att sköta sina åtaganden mot Rema 1000. Under 1991 skulle även KF satsa på att lansera det danska lågpriskonceptet Fakta i Sverige medan Ica skulle lansera likaledes norska Rimi.
Den första svenska Rema 1000-butiken öppnade den 29 augusti 1991 vid Söderkullatorget i Malmö. Den andra butiken öppnade den 26 september på Hallabacken i Trelleborg.
D-gruppen ägde en 35-procentig andel av Rema 1000 fram till hösten 1993 när man sålde denna till Reitan. Den svenska kedjan bestod då av nio butiker.
Snart inledde Rema 1000 istället ett samarbete med Bergendahlsgruppen. I januari 1994 kom de två grupperna överens om att Rema 1000 skulle ta över fem butiker som ägdes av Bergendahls och då använde namnet Exet. De övertagna Exet-butikerna fanns i Malmö (Rosengård Centrum), Linköping, Skövde, Ängelholm och en delägd butik i Vänersborg. Bergendahls fick även option på att köpa in sig i Rema 1000.
Butik nummer 13 öppnades i Värnamo i november 1996.
I november 1998 meddelade Rema 1000 att man skulle lämna den svenska marknaden. De då elva butikerna övertogs av Bergendahls. Tre av butikerna (Värnamo, Karlshamn och Nyköping) ställdes närmast omedelbart om till AG:s Favör.
Under 2002 gick Reitan ut i press om att han tänkte återetablera Rema 1000 i Sverige. I april 2003 etablerades en butik Svinesund för att dra nytta av gränshandeln. Denna enda butik såldes år 2012 till Grensemat varpå Rema 1000 åter lämnade Sverige.